# Jean Basin de Sandaucourt
Jean Basin (Sandaucourt, ... – 1523) è stato un presbitero, latinista e umanista francese, membro del Gymnasium Vosagense.

## Biografia
Dopo gli studi a Bologna, Basin fu ordinato sacerdote e divenne notaio e canonico del capitolo di Saint-Dié. Fu nominato curato a Wisembach il 4 aprile 1494 e poi a Gironcourt nel 1523.
È conosciuto soprattutto come latinista e per la sua collaborazione al lavoro del Gymnasium Vosagense riunito da Vautrin Lud (1448-1527), che lo incaricò della traduzione in latino della Lettera di Amerigo Vespucci delle isole nuovamente trovate in quattro suoi viaggi. Morì dopo aver fatto testamento nel 1523.

## Pubblicazioni
Nel 1507 pubblicò a Saint-Dié un trattato in latino sull'arte epistolare intitolato Novus elegansque conficiendarum epistolarum ac alias de arte dicendi modus, duos principales de hoc in se complectens libros...
Nel Gymnasium Vosagense, fu uno degli autori della mappa di Waldseemüller, che, in onore di Amerigo Vespucci, dà il nome di America al continente appena scoperto. Tradusse dal francese in latino le Quatuor navigationes di Amerigo Vespucci, pubblicate in appendice alla Cosmographiæ Introductio di Martin Waldseemüller, edita il 25 aprile 1507. La traduzione francese della relazione di viaggio di Amerigo Vespucci era stata inviata al Gymnasium Vosagense dal duca Renato II di Lorena. Il testo originale di Vespucci, datato Lisbona, 4 settembre 1504, era destinato al Gonfaloniere Repubblica di Firenze Pier Soderini.
L'umanista Pierre de Blarru gli lasciò in eredità le sue opere manoscritte, con l'obbligo di pubblicare la Nancéide, poema dedicato alla vittoria riportata a Nancy il 5 gennaio 1477 dal duca Renato II di Lorena sul duca di Borgogna Carlo il Temerario. Il libro venne stampato a Saint-Nicolas-de-Port per i tipi di Pierre Jacobi nel 1518, con il titolo Petri de blarrorivo parnisiani insigne Nanceidos opus, de bello Nanceiano, con una prefazione dello stesso Jean Basin.
Nel 1539, Christophe Prudhomme di Bar-le-Duc pubblicò una raccolta delle poesie di Porcelet, Basin e Troben.

## Opere principali
- (LA) Jean Basin de Sandaucourt, Novus elegansque conficiendarum epistolarum ac alias de arte dicendi modus, duos principales de hoc in se complectens libros, Saint-Dié, 1507. URL consultato il 18 dicembre 2019.